# 1974 v hudbě
Tento článek obsahuje události související s hudbou, které proběhly v roce 1974.

## Události
- leden – byla založena skupina Ramones.
- 10. února – hudební producent Phil Spector utrpěl těžká zranění při autonehodě. Podrobnosti této nehody zůstaly utajeny.
- 20. února – zpěvačka Cher se nechala rozvést se Sonny Bonem, za kterého byla provdána 10 let. Údajný důvod rozvodu byl fyzické násilí.
- Patti Smith vydala svůj debutový singl Hey Joe, který je považován za první punkrockový singl vůbec.
- Peter Gabriel opustil Genesis a vydal se na sólovou dráhu.

## Vzniklé skupiny
- Blondie
- Kiss
- Ramones
- The Stranglers
- Talking Heads
- Van Halen

## Zaniklé skupiny
- Vinegar Joe

## Vydaná alba

### Domácí
- A Benefit of Radim Hladík – The Blue Effect
- Nová syntéza 2 – M. efekt a Jazzový orchestr Československého rozhlasu
- Xantipa – Synkopy 61
- Karel Gott 1974 – Karel Gott

### Zahraniční
- 7–Tease – Donovan
- 461 Ocean Boulevard – Eric Clapton
- 1969: The Velvet Underground Live – The Velvet Underground
- Apostrophe – Frank Zappa
- Autobahn – Kraftwerk
- Bad Company – Bad Company
- Badfinger – Badfinger
- Before The Flood – Bob Dylan
- Burn – Deep Purple
- Can't Get Enough of Your Love Babe – Barry White
- Country Life – Roxy Music
- Court and Spark – Joni Mitchell
- Crime of the Century – Supertramp
- Dark Horse – George Harrison
- David Live – David Bowie
- Diamond Dogs – David Bowie
- Eldorado – Electric Light Orchestra
- Ella in London – Ella Fitzgerald
- The End… – Nico
- Endless Summer – Beach Boys
- Fear – John Cale
- Feats Don't Fail Me Now – Little Feat
- Fire – Ohio Players
- Fly to the Rainbow – Scorpions
- Fulfillingness' First Finale – Stevie Wonder
- Grateful Dead from the Mars Hotel – Grateful Dead
- Greatest Hits – Alice Cooper
- Hell – James Brown
- Here Come the Warm Jets – Brian Eno
- Hergest Ridge – Mike Oldfield
- Hotcakes – Carly Simon
- Hotter Than Hell – Kiss
- It's Only Rock 'n' Roll – The Rolling Stones
- It's Too Late to Stop Now – Van Morrison
- Jolene – Dolly Parton
- June 1, 1974 – Kevin Ayers, John Cale, Brian Eno a Nico
- Kimono My House – Sparks
- Kiss – Kiss
- Late for the Sky – Jackson Browne
- The Lamb Lies Down on Broadway – Genesis
- Live in London '74 – Bill Haley & His Comets
- Live in Japan – Carpenters
- Maters of Rock – Pink Floyd
- Mr. Natural – The Bee Gees
- Mysterious Traveller – Weather Report
- Natty Dread – Bob Marley
- The Night the Light Went on (in Long Beach) – Electric Light Orchestra
- Nightlife – Thin Lizzy
- On the Beach – Neil Young
- On The Border – Eagles
- Teenage Lament(EP) – Alice Cooper
- Pretzel Logic – Steely Dan
- Queen II – Queen
- Quo – Status Quo
- Reality – James Brown
- Red – King Crimson
- Relayer – Yes
- Remember Me This Way – Gary Glitter
- Ride 'Em Cowboy – Paul Davis
- Rocka Rolla – Judas Priest
- Rock n Roll Animal – Lou Reed
- Rock n Roll Outlaw – Foghat
- Rush – Rush
- Sally Can't Dance– Lou Reed
- Second Helping – Lynyrd Skynyrd
- Sheer Heart Attack – Queen
- Skin Tight – Ohio Players
- Sneakin' Sally Through The Alley – Robert Palmer
- Starless and Bible Black – King Crimson
- Syd Barrett – Syd Barrett
- Taking Tiger Mountain (By Strategy) – Brian Eno
- Todd – Todd Rundgren
- Todd Rundgren's Utpia – Todd Rundgren
- Up for the Down Stroke – Parliament
- War Child – Jethro Tull
- Waterloo – ABBA
- Wrap Around Joy – Carole King

## Největší hity

### Domácí
- Helena Vondráčková – Malovaný džbánku
- Waldemar Matuška – Uragán
- Marie Rottrová – Řeka lásky
- Karel Zich – Alenka v říši divů
- Marie Rottrová – Lásko…

### Zahraniční
- Ain't Too Proud to Beg – The Rolling Stones
- Already Gone – Eagles
- Angie Baby – Helen Reddy
- Annies Song – John Denver
- Band on the Run – Paul McCartney & Wings
- The Bitch is Back – Elton John
- Break the Rules – Status Quo
- The Bump – The Commodores
- Bungle in the Jungle – Jethro Tull
- Burn – Deep Purple
- Caroline Says – Lou Reed
- Cats in the Cradle – Harry Chapin
- Come and Get Your Love – Redbone
- Counting Out Time – Genesis
- Devil Gate Drive – Suzi Quatro
- Diamond Dogs – David Bowie
- Don't Let the Sun go Down on Me – Elton John
- Don't You Worry 'Bout a Thing – Stevie Wonder
- Down Down – Status Quo
- Free Man In Paris – Joni Mitchell
- Golden Age of Rock'n'Roll – Mott the Hoople
- Hasta Manana – ABBA
- Help Me – Joni Mitchell
- Hollywood Swinging – Kool & The Gang
- Honey, Honey – ABBA
- Hooked on a Feeling – Blue Swade
- I Can Help – Billy Swan
- I Know What I Like In Your Wardrobe – Genesis
- I Shot The Sheriff – Eric Clapton
- It's Only Rock'n Roll – The Rolling Stones
- James Dean – Eagles
- Jet – Paul McCartney & Wings
- Jungle Boogie – Kool and the Gang
- Junior's Farm – Paul McCartney & Wings
- Killer Queen – Queen
- Kung Fu Fighting – Carl Douglas
- Locomotion – Grand Funk Railroad
- Long Legged Woman Dressed In Black – Mungo Jerry
- Love's Theme – Love Unlimited Orchestra
- Ma–Ma–Ma–Belle – Electric Light Orchestra
- Machine Gun – The Commodores
- Magic – Pilot
- Money – Pink Floyd
- Oh Very Young – Cat Stevens
- Queen Of Clubs – KC and the Sunshine Band
- Rebel Rebel – David Bowie
- Rikki Don't Lose That Number – Steely Dan
- Rock'n'Roll Winter – Wizzard
- Rock 'n' Roll Suicide – David Bowie
- Ride 'Em Cowboy – Paul Davis
- Samba Pa Ti – Santana
- Season in the Sun – Terry Jacks
- Shinin On – Grand Funk Railroad
- Side Show – Blue Magic
- Sorrow – David Bowie
- Sugar Baby Love – The Rubettes
- Sundown – Gordon Lightfoot
- Sweet Home Alabama – Lynyrd Skynyrd
- Teenage Lament '74 – Alice Cooper
- Teenage Rampage – The Sweet
- This Town Ain't Big Enough for the Both of Us – Sparks
- Tiger Feet – Mud
- Too Big – Suzi Quatro
- TSOP – MFSB
- Wall Street Shuffle – 10cc
- Walk On – Neil Young
- Waterloo – ABBA
- The Way We Were – Barbra Streisand
- Whatever Gets You Thru The Night – John Lennon
- When Will I See You Again – Three Degrees
- You Have'nt Done Nothing – Stevie Wonder
- You're The First The Last My Everything – Barry White
- The Wild One – Suzi Quatro

## Vážná hudba
- Dmitrij Šostakovič – Smyčcový Kvartet č.15 in E flat minor, Op.144

## Narození
- 13. února – Robbie Williams, zpěvák
- 23. května – Jewel, zpěvačka
- 1. června – Alanis Morissette, písničkářka

## Úmrtí
- 25. dubna – Pamela Courson, manželka Jima Morrisona, zpěvačka skupiny The Doors (ve věku 27 let)
- 24. května – Duke Ellington, vedoucí jazzového ansámblu